# The Final Cut (canción)
"The Final Cut" es una canción del Final Cut de 1983 de Pink Floyd. Nunca se grabó en vivo oficialmente. El video muestra a Roger Waters (con ojos ensombrecidos, posiblemente haciendo referencia a que es Pink, el protagonista de The Wall) cantándole a un psicólogo y utiliza unas películas viejas de los años 30 y los 40 entrelazadas. Tiene un solo de guitarra de David Gilmour. Puede ser utilizada como un epílogo a su ópera rock, The Wall.
El arreglo orquestal de la canción es similar al de Comfortably Numb, también arreglada por Michael Kamen.

## Personal
- Roger Waters – Voces, bajo, y efectos de cinta.
- David Gilmour – Guitarra
- Nick Mason – Batería

junto a:
- Michael Kamen – Piano, Harmonium y orquestación.